# Épées et Magie
Épées et Magie (titre original : The Book of Swords) est une anthologie composée de seize nouvelles dans le genre sword and sorcery rassemblées par Gardner R. Dozois. Elle est parue le 10 octobre 2017 aux éditions Bantam Spectra, puis elle a été traduite en français et publié aux éditions Pygmalion en 2019.
Épées et Magie a obtenu le prix Locus de la meilleure anthologie 2018.

## Contenu
- Que le meilleur gagne, 2019 ((en) The Best Man Wins, 2017), par K. J. Parker
- L'Épée de son père, 2019 ((en) Her Father's Sword, 2017), par Robin Hobb
- La Fille cachée, 2019 ((en) The Hidden Girl, 2017), par Ken Liu

Une petite fille enlevée par une sorcière est entraînée pendant des années à devenir un assassin capable de voyager à travers les mondes.
- L'Épée de la Destinée, 2019 ((en) The Sword of Destiny, 2017), par Matt Hughes
- « Je suis bel homme », dit Apollon Freux, 2019 ((en) “I am a Handsome Man,” said Apollo Crow, 2017), par Kate Elliott
- Le Triomphe de la vertu, 2019 ((en) The Triumph of Virtue, 2017), par Walter Jon Williams
- La Tour moqueuse, 2019 ((en) The Mocking Tower, 2017), par Daniel Abraham
- Hrunting, 2019 ((en) Hrunting, 2017), par C. J. Cherryh

Le petit-fils de Beowulf part à la recherche de l'épée Hrunting.
- Une piste longue et froide, 2019 ((en) A Long, Cold Trail, 2017), par Garth Nix
- Quand j'étais bandit de grand chemin, 2019 ((en) When I was a Highway Man, 2017), par Ellen Kushner
- La fumée de l'or est la gloire, 2019 ((en) The Smoke of Gold is Glory, 2017), par Scott Lynch

Un groupe de voleurs se prépare pour l'assaut de l'antre dans lequel le dernier des dragons a caché son trésor.
- L'Énigme Colgrid, 2019 ((en) The Colgrid Conundrum, 2017), par Rich Larson
- Le Mal du roi, 2019 ((en) The King's Evil, 2017), par Elizabeth Bear
- La Cascade, une nouvelle de flingues et sorcellerie, 2019 ((en) Waterfalling, 2017), par Lavie Tidhar
- L'Épée Tyraste, 2019 ((en) The Sword Tyraste, 2017), par Cecelia Holland (en)
- Les Fils du Dragon, 2019 ((en) The Sons of the Dragon, 2017), par George R. R. Martin

Environ 270 ans avant Le Trône de fer, ce récit relate les règnes d'Aenys Ier et de Maegor le Cruel, deux demi-frères fils d'Aegon le Conquérant, l'un étant aussi faible que l'autre sanguinaire.

## Éditions
- The Book of Swords, Bantam Spectra, 10 octobre 2017, 544 p.,  (ISBN 978-0-399-59376-5)
- Épées et Magie, Pygmalion, 30 octobre 2019, trad. Benjamin Kuntzer, 624 p.  (ISBN 978-2-7564-2983-0)
- Épées et Magie, J'ai lu, coll. « Science-fiction » no 13113, 6 janvier 2021, trad. Benjamin Kuntzer, 736 p.  (ISBN 978-2-290-23359-7)